# Пољопривредна школа Бања Лука
Пољопривредна школа једна је од средњих школа у Бања Луци. Налази се у улици Књаза Милоша 9.

## Историјат
Пољопривредна школа Бања Лука је основана 1923. године на вртовима и њивама тадашње „Царске баште” као Нижа пољопривредна школа, била је прва таква школа на простору Босне и Херцеговине. Радила је као нижа, а затим као средња пољопривредна школа. У свом саставу је имала домаћичку школу, а једно време је радила заједно са вишом пољопривредном школом. Носила је разна имена, од Ниже пољопривредне преко Ратарско сточарске школе, Средње пољопривредне школе, Центра за школовање кадрова у пољопривреди, Пољопривредно технолошког центра, а од 1992. године носи садашње име – Пољопривредна школа Бања Лука. На почетку је, за своје време, била модерна и добро опремљена школа са интернатом. Тридесетих година прошлог века је имала зграду са централним грејањем, купатилима, радиом и кућним биоскопом, економију са модерним шталама, свињцима, стаклеником, инкубаторима, млекаром... Пролазила је кроз неколико значајних циклуса инвестиционе изградње и реконструкције. Развијала се и економија пратећи савремене токове у пољопривреди што је обезбеђивало квалитетну практичну наставу и углед школске економије као пољопривредног произвођача. До 1951. године боравак у интернату је бесплатан. Наредних година ученици плаћају смештај, а 1960. године интернат се гаси. Данас је школа у својој првобитној згради која је проширена и осавремењена. Добила је пекару, фискултурну салу са теретаном, информатички кабинет, лабораторију, радне кабинете за професоре и конференцијску салу. Од 1998. године постаје једна од четири експерименталне школе. Активан је учесник ФАР и ЕУ-ВЕТ програма. Стручни тим школе учествује у изради новог Наставног плана и програма са модуларним приступом. Школска економија данас ради у знатно смањеном обиму. Данас има седамдесет хектара земље, а највише је имала 115 хектара, од тога десет хектара воћњака, 500 метара квадратних заштићеног простора, има пчелињак, глистењак и друго. Тренутно школу похађа око деветсто ученика у занимањима пољопривредни, ветеринарски и прехрамбени техничар, а од трогодишњих цвећар–вртлар, месар и пекар. Наставу држи око педесет професора. Садржи образовне профиле Ветеринарски техничар, Агротехничар, Прехрамбени техничар и Агротуристички техничар у четворогодишњем трајању и Месар, Пекар и Агропроизвођач у трогодишњем трајању.